# Budinar
Budinar (en árabe: بودينار‎, en lenguas bereberes: ⴱⵓⴷⵉⵏⴰⵔ, en francés: Boudinar) es una comuna rural marroquí de la provincia de Driuch, en la región Oriental. Desde 1912 hasta 1956 perteneció a la zona norte del Protectorado español de Marruecos.